# Antidesma comptum
Antidesma comptum är en emblikaväxtart som beskrevs av Louis René Tulasne. Antidesma comptum ingår i släktet Antidesma och familjen emblikaväxter. Inga underarter finns listade i Catalogue of Life.